# Puente de la amistad Afganistán-Uzbekistán

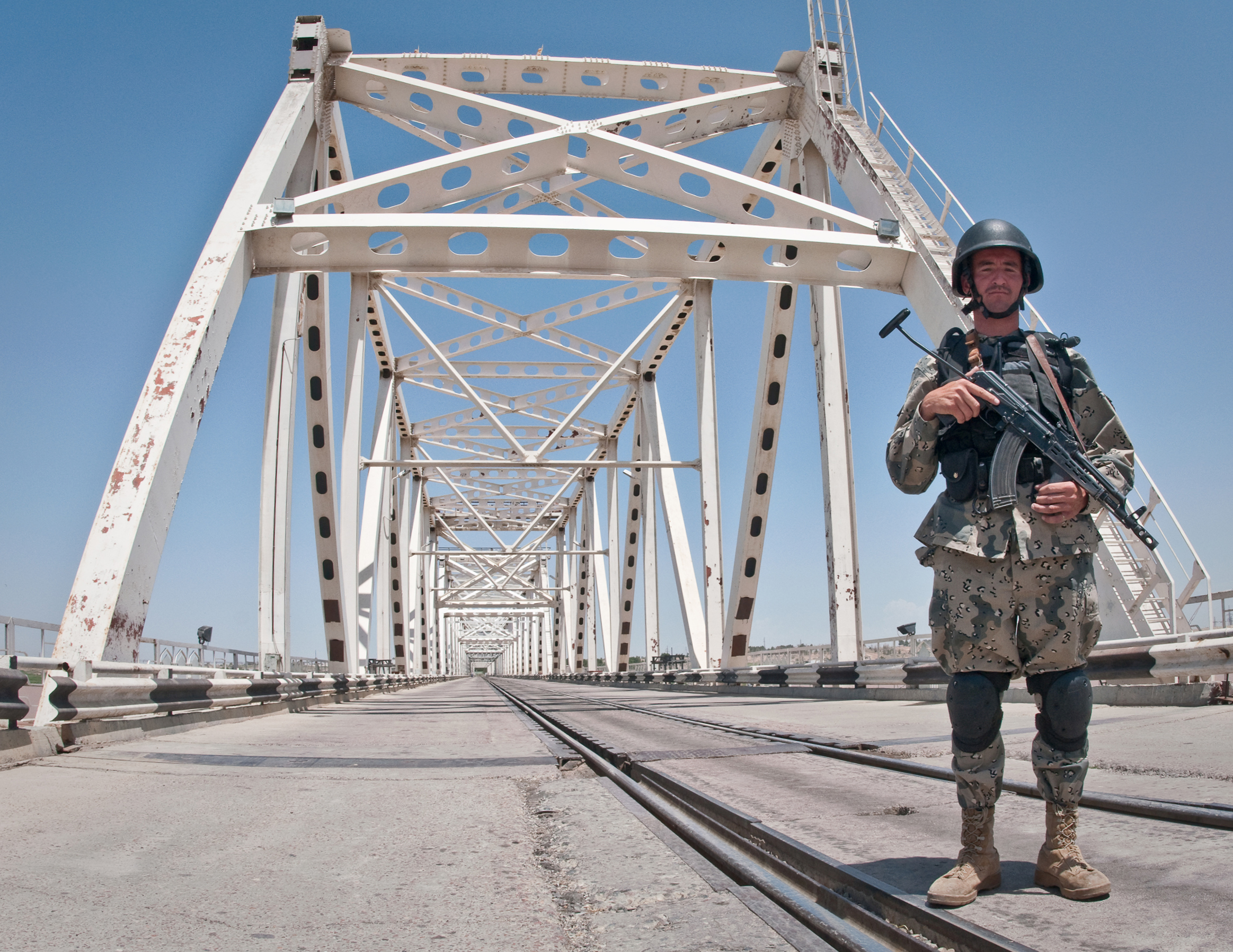
Un policía de fronteras del lado afgano del puente.

El Puente de la amistad Afganistán-Uzbekistán es un puente internacional construido sobre el río Amu Daria que conecta la ciudad uzbeka de Termez con la ciudad afgana de Jeyretan, en la provincia de Balh, en el norte del país. Fue construido por el Ejército Soviético en 1982 para proporcionar suministros a sus tropas en Afganistán.
Es el único camino que atraviesa la frontera uzbeko-afgana; el puente más cercano que cruza el Amu Daria comienza en Kelif, a unos 120 km al oeste, cruza la frontera turkmeno-afgano.

## Historia
El puente fue cerrado en mayo de 1996 cuando las fuerzas talibán tomaron el control de la ciudad de Mazār-e Šarīf, forzando a los rebeldes uzbekos a retirarse hacia Uzbekistán. Fue reabierto el 9 de diciembre del 2001.
- Datos: Q509824
- Multimedia: Afghanistan–Uzbekistan Friendship Bridge / Q509824